# Wacław Osiński
Wacław Ksawery Osiński (ur. 12 lutego 1868 w Sztumskiej Wsi, zm. 17 marca 1945 w Wejherowie) – duchowny katolicki, działacz polonijny w Republice Weimarskiej i Rzeszy Niemieckiej.

## Życiorys
W 1888 ukończył Collegium Marianum w Pelplinie, a następnie gimnazjum w Malborku, maturę uzyskał 1891. Podjął też studia teologiczne w Seminarium Duchownym w Braniewie. W 1894 we Fromborku przyjął święcenia kapłańskie. Od 1904 był proboszczem w Butrynach, równocześnie pełnił funkcję redaktora czasopisma „Warmiak” oraz współzałożyciela i prezesa Związku Polaków w Prusach Wschodnich. W 1919 pełnił funkcję wiceprezesa polskiej Rady Ludowej na Warmii. W 1920 roku był współzałożycielem i prezesem IV Dzielnicy Związku Polaków w Niemczech. Długoletni prezes Polsko-Katolickiego Towarzystwa Szkolnego w Olsztynie. W marcu 1933 na plebanię w Butrynach napadli członkowie bojówek hitlerowskich, a Wacław Osiński musiał salwować się ucieczką.
Po wybuchu wojny w 1939 roku aresztowany i uwięziony w obozie koncentracyjnym Hohenbruch, a później w Sachsenhausen. Wkrótce został zwolniony oraz ponownie aresztowany w 1940 roku. Po ponownym wyjściu na wolność, zamieszkał na plebanii w Krośnie pod Braniewem, później w domu emerytów dla duchownych katolickich w Ornecie. Zimą 1945 ewakuowany przed ofensywą Armii Czerwonej, dotarł do Wejherowa, gdzie zmarł 17 marca 1945 roku.

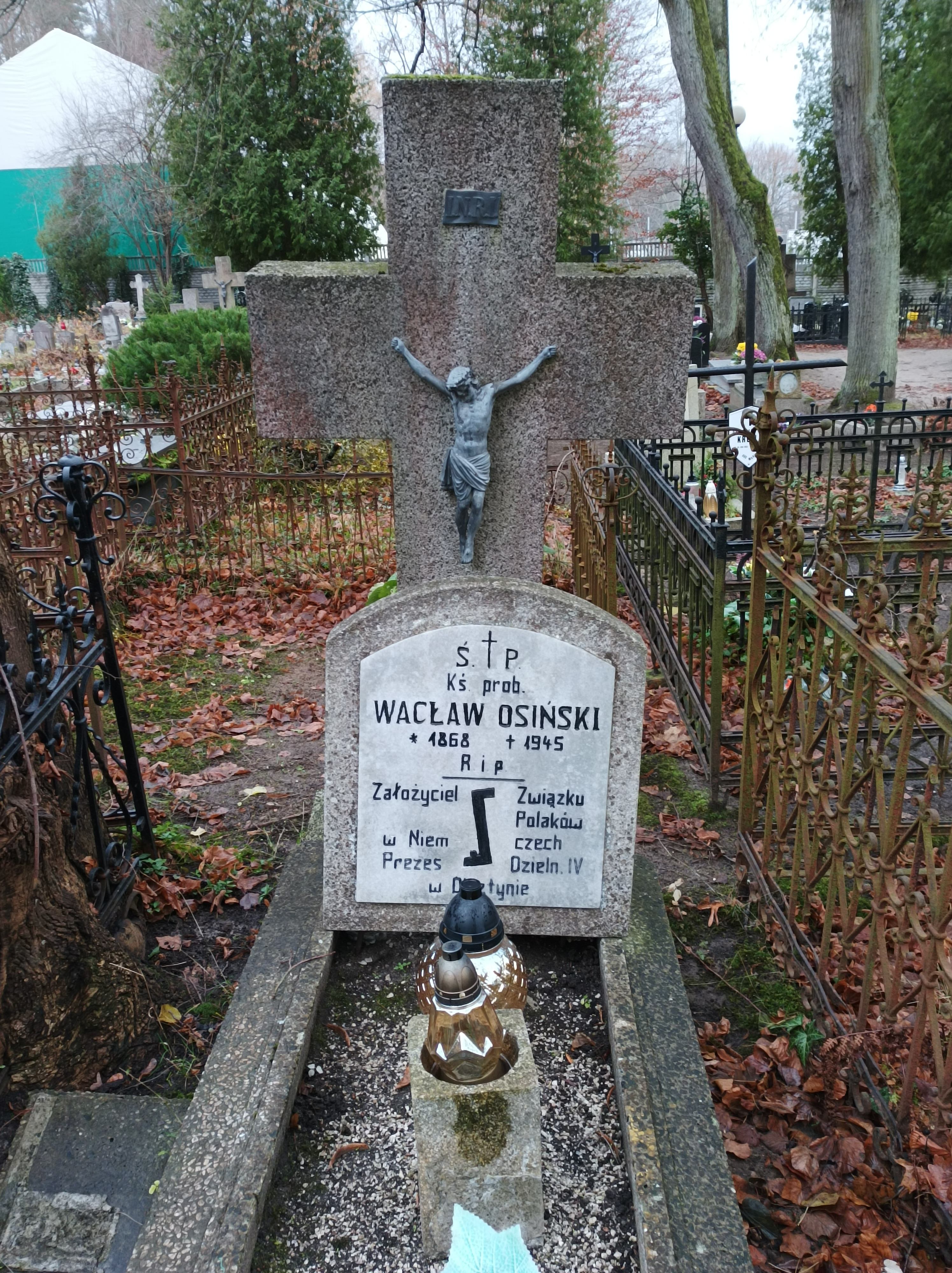
Grób ks. Wacława Osińskiego na starym cmentarzu w Wejherowie